# 利特爾桑德萊克 (明尼蘇達州)
利特爾桑德萊克（英語：Little Sand Lake）是位於美國明尼蘇達州艾塔斯卡縣的一個未組織地區。

## 地方資料
利特爾桑德萊克的面積為92.88平方千米，當中陸地面積為90.15平方千米，而水域面積為2.73平方千米。根據2020年美國人口普查的數據，當地共有人口344人，而人口密度為每平方千米3.7人。